# Jorge Alberto Cárdenas Cantón
Jorge Alberto Cárdenas Cantón fue un militar mexicano que alcanzó el rango de general. Fue rector de la Universidad Militar, director de comunicación social de la SEDENA en 1998 y también director general de Educación Militar. 
El general era el encargado de coordinar los operativos contra la delincuencia organizada y el narcotráfico en Yucatán, Campeche y Quintana Roo cuando era Comandante de la Décima Región Militar, cargo que tomó posesión el 15 de agosto de 2008. El general Cárdenas Cantón pasó un momento de crisis depresiva que lo condujo al suicidio el 14 de noviembre de 2008. Fue llevado al Hospital Regional Militar de Mérida, donde ingresó ya muy grave.